# Daniel Börtz
Sigvard Daniel Börtz, född 8 augusti 1943 i Hässleholms församling, Kristianstads län, är en svensk tonsättare. Han har bland annat skrivit flera operor och ett beställningsverk kallat Strindbergssvit. Han var elev till Rosenberg, Blomdahl och Lidholm. I de större orkesterverken, främst de fjorton sinfoniorna (1973–2023), förenar han en episk hållning besläktad med Bruckners och ett samtida ofta strängt strukturerat tonspråk.

## Biografi
Börtz har även skrivit flera konserter för soloinstrument och orkester. En annan verkgrupp är de rent solistiska Monologhi 1-11 (1965–84). Hans litterära orientering märks i hans största verk från 1960-talet – kantaterna i Kafka-trilogin (1966–69).
Daniel Börtz har tonsatt Euripides tragedi Backanterna (1990) med Sylvia Lindenstrands röst i tankarna för rollen som Dionysos. Med  Backanterna kom en länge efterlängtad succé för den Kungliga Operan. Från La Scala, Parisoperan, och världsutställningen i Sevilla kom frågor om gästspel liksom från operan i Prag, Houstonoperan i Texas och från backanternas hemland Grekland. Det var smickrande, men kostsamma inbjudningar för operachefen Eskil Hemberg, eftersom de av Ingmar Bergman handplockade artisterna inte stod på operahusets lönelista.
Bland hans senare kompositioner bör särskilt nämnas blockflöjtkonserterna En gycklares berättelser (2000) och det stora oratoriet Hans namn var Orestes (2001–02), baserat på Aischylos Orestien, Pipor och klockor (2002) och hans pianokonsert Sånger (2004) samt operorna Marie Antoinette (1997), Svall (2003), Magnus Gabriel (2006) och Goya (2008). Operan Goya med liberetto av Magnus Florin hade urpremiär den 26 september 2009 på GöteborgsOperan.
Operan Medea – efter pjäsen med samma namn – uruppfördes 23 januari 2016 på Kungliga Operan i Stockholm. Regissör var Stefan Larsson och dirigent Patrik Ringborg.
2019 uruppförde Kungliga filharmonikerna Börtz trettonde sinfonia till texter av Kjell Espmark. Dirigent var Patrik Ringborg.

## Priser och utmärkelser
- 1970 – Mindre Christ Johnson-priset för Voces, första delen av Kafkatrilogin
- 1987 – Stora Christ Johnson-priset
- 1989 – Ledamot nr 868 av Kungliga Musikaliska Akademien
- 1995 – Litteris et Artibus
- 1992 – Sydsvenska Dagbladets kulturpris
- 1996 – Rosenbergpriset
- 2005 – Medaljen för tonkonstens främjande
- 2011 – Ingvar Lidholm-priset[11]
- 2014 – Musikförläggarnas pris, "Årets konstmusikpris, större ensemble/opera"
- 2016 – Musikföreningens i Stockholm körtonsättarstipendium

## Verkförteckning

### Verk för scenen
- Sahaja, kammarbalett (1964)
- Muren – Vägen – Ordet, kyrkoopera med libretto av Bengt V. Wall (1971–72)
- Landskab med flod, kammaropera med libretto på danska av Jörgen Ljungdahl efter Hermann Hesse (1972)
- Den heliga Birgittas död och mottagande i himmelen, kyrkoopera med libretto av Bengt V. Wall (1972–73)
- Backanterna, skådespelsmusik för flöjt och 2 slagverkare (1995)
- Marie Antoinette, opera med libretto av Claes Fellbom (1997)
- Spel, ett kammardivertissemang för recitatör, trumpet, gitarr och piano till text av Jacques Werup (1998)
- Backanterna, opera i två akter med libretto efter Euripides i översättning av Göran O. Eriksson (1998–99)
- Maria Stuart, scenmusik för röster och instrument (2000)
- Svall, opera i två akter med libretto av Claes Fellbom (2002–03)
- Magnus Gabriel, opera med libretto av Iwar Bergkwist (2005–06)
- Goya, opera med libretto av Magnus Florin (2009)
- Medea, opera i två akter med libretto av tonsättaren i samarbete med Agneta Pleijel och Jan Stolpe efter Euripdes drama Medea (2016)

### Orkesterverk
- Inscrizioni för orkester (1964)
- In memoria di... för orkester (1968)
- Sinfonia 1 för orkester (1973)
- Sinfonia 2 för orkester (1974–75)
- Night Clouds för stråkorkester (1975)
- Sinfonia 3 för orkester (1975–76)
- Sinfonia 4 för orkester (1976–77)
- Concerto grosso för orkester (1977–78)
- October Music för liten stråkorkester (1978)
- Sinfonia 5 för orkester (1980–81)
- Follow the Leader into My Song för flöjt, oboe, horn, 7 violiner, 2 viola, 2 celli och kontrabas (1984)
- Sinfonia 7 – Hommage a Helena Vieira da Silva för orkester (1984–86)
- Fyra bagateller för stråkar för stråkorkester (1985)
- Parodos för orkester (1987)
- Intermezzo för orkester (1989/1990)
- Sinfonia 9 för orkester (1990–91)
- Sinfonia 10 för symfonisk blåsorkester (1991–92)
- Strindbergsvit för orkester (1993–94)
- Variationer och intermezzi för stråkorkester (1994)
- Anigma för orkester (1998–99)
- Adagio för orkester (1999)
- Divertimento serio för saxofonorkester (2001)
- Sinfonia 11 för orkester (2006)
- Epodos för orkester (2011)
- Sinfonia 12 för orkester (2013)
- Sinfonia 13 för mezzosopran, countertenor, baryton, två recitatörer och orkester (2019)

### Verk för soloinstrument och orkester
- Forme in movimento för violin och orkester (1964)
- Konsert för violin, fagott och kammarorkester (1974)
- Konsert för fagott och orkester (1978–79)
- Konsert för cello och stråkorkester (1980)
- Konsert för piano, slagverk och kammarorkester (1981–82)
- Summer Elegy för flöjt och stråkorkester (1983)
- Violinkonsert nr 1 (1985)
- Konsert för oboe och orkester (1986)
- Kammarkonsert för gitarr, piano och stråkorkester (1990)
- Sånger och danser, trumpetkonsert (1994–95)
- Sånger och skuggor, violinkonsert nr 2 (1995–96)
- Sånger och ljus, klarinettkonsert (1998)
- En gycklares berättelser, konsert för blockflöjt och orkester (1999–2000)
- Divertimento serio för saxofonorkester (2001)
- Pipor och klockor för blockflöjter och orkester (2002)
- Sånger, pianokonsert (2004)

### Kammarmusik
- Stråkkvartett nr 1 (1966)
- Kammarmusik för 9 instrument (1969)
- Stråkkvartett nr 2 (1971)
- Dialogo 1 för cello och piano (1976)
- Prelude for Brass för 4 trumpeter, 4 horn, 4 tromboner och tuba (1978)
- Melismer för sopran och horn (1978)
- Dialogo 2 för 2 violiner (1978)
- Dialogo 3 för 2 pianon (1978)
- Cento battute extra för 2 pianon, tillsammans med Sven-David Sandström (1980)
- Concerto grosso 2 för horn, trumpet, trombon, blåsare och slagverk (1981)
- Winter pieces 1 för tuba, piano och slagverk (1981–82)
- Winter pieces 2 för blåskvintett (1982)
- Winter pieces 3 för brasskvintett (1982–83)
- Ritual för 5 slagverkare (1982–83)
- Pezzo brillante för flöjt, kontrabas och piano (1984)
- Three Reductions för gitarr och piano (1984)
- Stråkkvartett nr 3 (1985–87)
- Ett porträtt för gitarr och sju instrument (flöjt, klarinett, slagverk, piano, violin, viola, och cello) (1993)
- Bilder för klarinett och stråkkvartett (1996–97)
- Tecken för violin och piano (1997)
- Dialogo 4 (Ricordo) för trumpet och slagverk (1998–99)
- Pianotrio (2000)
- Träsnitt för slagverk (2003–04)
- Orfeus sång för cello och slagverksensemble (2004)
- En brusten elegi för violin, flöjt, klarinett, cello, gitarr och piano (2004)

### Musik för soloinstrument
- Monologhi för soloinstrument/röst (1966–84)
  1. för cello (1966/1972)
  2. för fagott (1966)
  3. för violin (1967)
  4. för piano och elektronik (1970/76)
  5. för sopran (1976)
  6. för piano (1977)
  7. för saxofon (1979)
  8. för cello (1980)
  9. för klarinett (1981)
  10. för violin (1983)
  11. för piano (1983–84)
- Solosonat för violin (1969)
- Lacrymosa för orgel (1985)
- Kithairon för oboe (1989–91)
- Ballad för altgitarr (1992–94)
- Canto desolato för orgel (1993)
- Musik vid ett avsked, passacaglia för orgel (1993–94)
- Sonat för piano (1994–95)
- Målning för trumpet (2000)
- Laveringar för flöjt (2001)
- Etsningar för gitarr (2004)
- Speglande Medea för alt-/sopranblockflöjt (2011)

### Vokalmusik
- Il canto dei canti di Salomone för sopran och instrument (flöjt, klarinett/basklarinett, trumpet, trombon, trummor, violin och cello) till texter ur Höga Visan (1965)
- Voces för 3 sopraner och orkester (1966–68)
- Josef K för recitatör, 8 soli, blandad kör, tape och orkester till text av Franz Kafka (1969)
- Night Winds för vokalkvartett a cappella till text av Kenneth Taharally (1972)
- Nightflies för mezzosopran, klarinett, trombon, 3 slagverkare, piano, orgel och cello till text av Tomas Tranströmer (1973)
- Tre elegier för blandad kör a cappella till text av Gunnar Björling (1975)
- Introitus och evangeliemotett för barytonsolo, 3 körer och orkester till texter ur Bibeln (1975–76)
- Dödens metaforer för manskör och slagverk med tenorsolo till text av Folke Isaksson (1976)
- Gryningsvind för manskör till text av Petter Bergman (1976)
- Fläckar av liv för 2 recitatörer, soli, blandad kör och orkester till text av Jacques Werup (1979–80)
- Solsignaler för manskör, bleckblåsare och slagverk till text av Jacques Werup (1980)
- Sinfonia 6 för röst och orkester till text av William Shakespeare (1981–83)
- Bråddjupa nätter för 8-stämmig blandad kör till text av Ingemar Moberg (1983)
- Kyrie för blandad kör a cappella till text av Tomas Tranströmer (1983–84)
- Herrens dag kommer som en tjuv, motett för blandad kör a cappella till texter ur Bibeln (1983–84)
- Förödmjukelsens timme för blandad kör a cappella till text av Karin Boye (1984)
- Var inte förskräckta för blandad kör a cappella till text ur Bibeln (1984)
- Ni söker efter Jesus från Nasaret för blandad kör a cappella till text ur Markusevangeliet (1984)
- Sinfonia 8 för mezzosopran, baryton soli och symfoniorkester till text av Tomas Tranströmer (1987–88)
- Collaudamus för sopran, manskör och orkester till text av Alf Henrikson (1990–91)
- Backanternas kör för blandad kör (1992)
- Sånger om döden för sopran och orkester till text av Niklas Rådström (1992–94)
- Strindbergmellanspel för recitatör och orkester till text av August Strindberg (1993)
- Mörka sånger om ljuset för röst och piano eller gitarr (1993–94)
  1. ”Ljuset strömmar in” till text av Tomas Tranströmer
  2. ”Tre röda duvor” till text av Giorgos Seferis i översättning av Johannes Edfelt
  3. ”Om också vinden blåser” till text av Giorgos Seferis i översättning av Johannes Edfelt
  4. ”Ännu en liten tid” till text av Giorgos Seferis i översättning av Johannes Edfelt
- Årslag för manskör till text av Alf Henrikson (1994)
- Vi bär varandra för blandad kör a cappella till text av Göran Sonnevi (1996)
- Klangernas sånger för baryton/mezzosopran och piano till text av Göran Sonnevi (1999)
- Tiden för recitatör och orkester till text av Birgitta Trotzig (1999)
- Hans namn var Orestes, oratorium för recitatör, blandad kör och orkester med libretto av Emil Zilliacus efter Aischylos (2001–02)
- Nemesis divina för blandad kör och blockflöjt till text av Carl von Linné (2006)
- Maria för mezzosopran och stråkkvartett till text av Kjell Espmark (2011)
- I mörkret av röster för blandad kör (2015)
- Sinfonia 13 för orkester, soloröster och recitatörer till text av Kjell Espmark (2018)

### Elektroakustisk musik
- Pastorale (1974)